# Hoegi (métro de Séoul)
Hoegi (hangeul : 회기 ; hanja : 回基) est une station de correspondance, entre la ligne 1, la ligne Gyeongui-Jungang et la ligne Gyeongchun du métro de Séoul. Elle est située au 196 Hoe-ro, dans le quartier Hwigyeong-dong de l'arrondissement Dongdaemun-gu de la ville de Séoul en Corée du Sud.
Ouverte en 1980, elle devient une station de correspondance en 2005. Elle est desservie : par les services omnibus et express de la ligne 1, par les services omnibus et express de la ligne Gyeongui-Jungang et par le service de la ligne Gyeongchun.

## Situation sur le réseau

Plan du réseau (2023)

La station Hoegi est une station de correspondance entre la ligne 1, la ligne Gyeongui-Jungang et la ligne Gyeongchun du métro de Séoul, : 
sur la ligne 1, établie en surface, elle est située entre la station Cheongnyangni, en direction du terminus ouest Incheon ou du terminus sud-ouest Sinchang via la station de bifurcation Guro, et la station Jungnang en direction du terminus nord-est Yeoncheon ;
sur la ligne Gyeongui-Jungang, établie en surface, elle est située entre la station Cheongnyangni, en direction du terminus nord-ouest Munsan, et la station Sangbong en direction du terminus est Jipyeong ;
sur la ligne Gyeongchun, établie en surface, elle est située entre la station Cheongnyangni, terminus, sud de la branche de Jungang, et la station Jungnang en direction du terminus Mangu, qui est une station de bifurcation terminus sud-ouest de la ligne principale en direction du terminus nord-est Chuncheon,.

## Histoire
La station Hoegi est mise en service le 1er avril 1980 sur la ligne 1 du métro de Séoul, section technique ligne Gyeongwon.
La station est déplacée d'une centaine de mètres pour devenir une station de correspondance le 16 décembre 2005, lors de la mise en service de la ligne Jungang, section Cheongnyangni-Deokso mise à deux voies et électrifiée. Les portes palières sont installées en 2010 et elle est sous-nommée Kyung Hee University en 2013. Elle devient une station de la ligne Gyeongui-Jungang, le 27 décembre 2014, lors de l'ouverture de cette nouvelle ligne créée notamment par la fusion d'ancienne lignes dont la ligne Jungang,.
Elle est desservie par la ligne Gyeongchun lors de son prolongement du 26 septembre 2016.

## Services aux voyageurs

### Accès et accueil
La station est située au 196 Hoe-ro, dans le quartier Hwigyeong-dong. Elle dispose de deux bouches numérotées de 1 et 2, situées au nord-ouest et au sud-est de la station. Les bouches permettent de rejoindre l'étage, ou se situe l'accueil et la billetterie, qui surplombe les deux quais centraux équipés de portes palières.

### Desserte
Hoegi dispose de deux quais centraux numérotés 1-2 et 3-4. Les quais 1 et 2 sont desservis par les circulations de la ligne 1 et les quais 3 et 4 sont desservis alternativement par les circulations de la ligne Gyeongui-Jungang et de la ligne Gyeongchun.

Installations
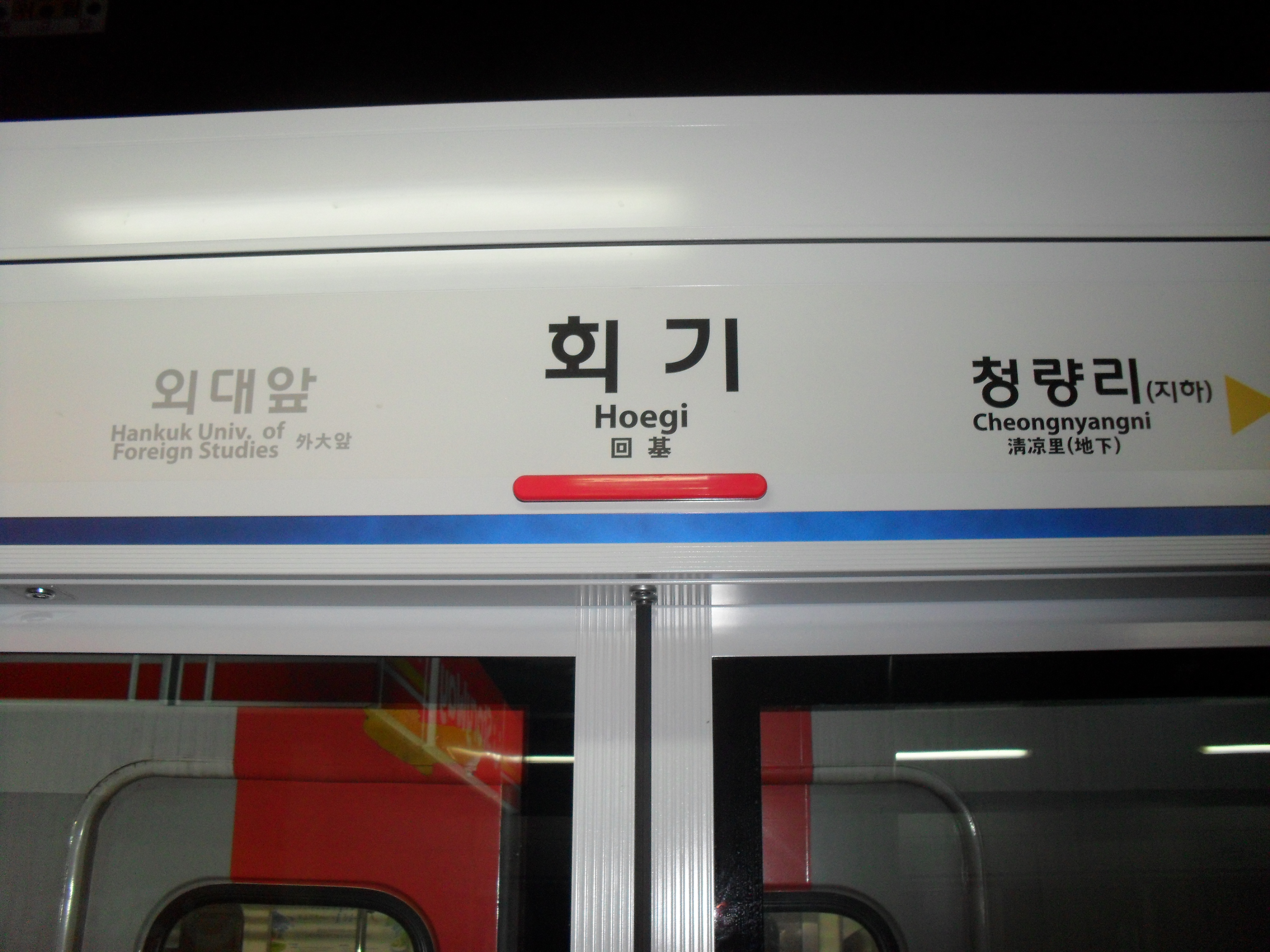
Portes palières ligne 1, en 2011.
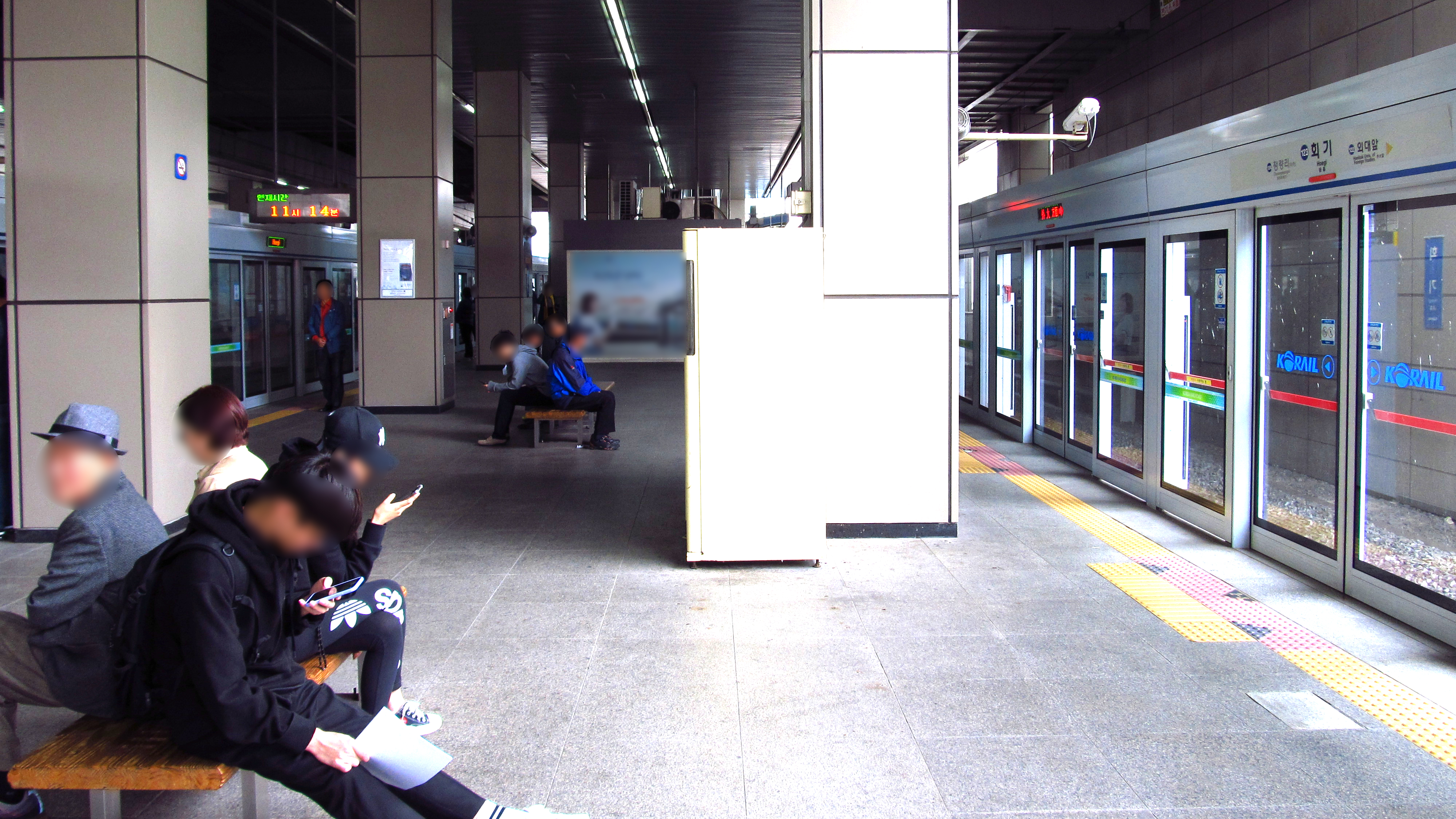
Quais 1-2, en 2019.

### Intermodalité
Des arrêts de bus sont établis à proximité.

## À proximité
Notamment le musée d'histoire naturelle/musée central de l'Université Kyung Hee : à l'intérieur de l'Université Kyung Hee et l'Arboretum de Hongneung (en),.